# Arkschelpen
Arkschelpen is de Nederlandse naam voor de tweekleppige schelpsoorten die tot de familie 'Arcidae' behoren. Arkschelpen leven in zee.

## Beschrijving
De meeste Arkschelpen hebben een vrij dikke schelp met radiaire ribben die zeer krachtig kunnen zijn. De grootte van de soorten varieert van enkele millimeters tot enkele centimeters. De umbo (top) staat (soms ver) uit het midden en beide kleppen zijn spiegelbeeldig gelijk. Er is een taxodont slot bestaande uit veel gelijkvormige slottanden die min of meer in een rechte lijn liggen. Andere bivalvenfamilies die een vergelijkbaar slot hebben zijn o.a. de Glycymeridae, de Nuculidae en de Nuculanidae.
De schelpen zijn vaak egaal wit tot crême van kleur, echter sommige soorten zijn bruin gestreept of geheel bruin. Er is een dik meestal bruin periostracum aanwezig. Bij enkele soorten, zoals bij Barbatia is het periostracum pluizig aan het eind van de schelp. Dit pluizige uiteinde lijkt op een baard (vandaar de naam Barbatia).

## Verspreiding en leefgebied
De familie die uit ongeveer 200 soorten bestaat heeft een wereldwijde verspreiding. Soorten kunnen van de getijdenzone tot in de diepzee worden aangetroffen.

## Consumptie
Arkschelpen zijn eetbaar en vooral de grote soorten worden dan ook veel door mensen gegeten.

## Subfamilies en geslachten
- Acar Gray, 1857
- Anadara Gray, 1847

Anadarinae Reinhart, 1935
- Arca Linnaeus, 1758

Arcinae Lamarck, 1809
- Asperarca Sacco, 1898
- Barbatia Gray, 1842
- Bathyarca Kobelt, 1891

Bathyarcinae Scarlato & Starobogatov, 1979
- Bentharca Verrill & Bush, 1898
- Deltaodon Barnard, 1962
- Destacar Iredale, 1936
- Hawaiarca Dall, Bartsch & Rehder, 1938
- Litharca Gray, 1842

Litharcinae Frizzell, 1946
- Lunarca Gray, 1842
- Mabellarca Iredale, 1939
- Mesocibota Iredale, 1939
- Mimarcaria Iredale, 1939
- Miratacar Iredale, 1939
- Mosambicarca Lutaenko, 1994
- Notogrammatodon Maxwell, 1966
- Paranadara Francisco, Barros & Lima, 2012
- Pugilarca Marwick, 1928
- Samacar Iredale, 1936
- Scaphula Benson, 1834

Scaphulinae Scarlato & Starobogatov, 1979
- Senilia Gray, 1842
- Tegillarca Iredale, 1939
- Trisidos Röding, 1798
- Vitracar Iredale, 1939
- Xenophorarca M. Huber, 2010

## Afbeeldingen

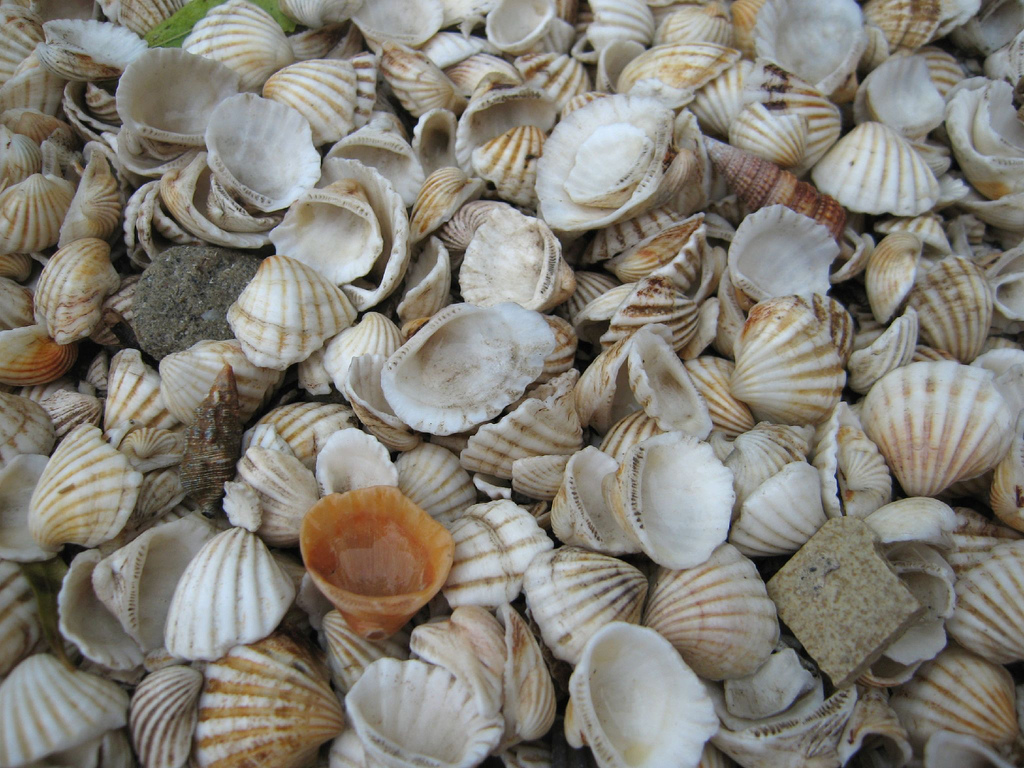
Veel losse kleppen van arkschelpen uit het geslacht Senilia, aangespoeld op een strand in Senegal